# クリック・アンド・モルタル
クリック・アンド・モルタル（Click and mortar）とは、実店舗と電子商取引を行うオンライン上の店舗の双方を運営することで相乗効果を狙うビジネス手法。

## 概要
元々は米国で「ブリック・アンド・モルタル」（Brick and mortar）と呼ばれる伝統的な企業の総称の「ブリック」の部分を、パソコンのマウス操作の名称である「クリック」に置き換えたものとされ、「Clicks and Mortar: Passion-Driven Growth in an Internet-Driven World (Jossey-Bass Business & Management Series) 」Jossey-Bass Inc Pub (2000年4月)の著書も持つ米国の証券会社 チャールズ・シュワブの社長兼共同CEOデビッド・S・ポトラック（David S. Pottruck）が使い始めたとされる。
ブリック・アンド・クリック（Bricks and clicks）とも言う。ただし、両者を使い分けて、クリック・アンド・モルタルを、インターネットでのオンライン店舗が成功した新興企業が実店舗を持った場合に使い、ブリック・アンド・クリックを、もともと実店舗を持っていた企業がインターネットでのオンライン店舗を持つ場合に使うこともある。